# Canton d'Entre Seille et Meurthe
Le canton d'Entre Seille et Meurthe est une circonscription électorale française du département de Meurthe-et-Moselle.

## Histoire
Un nouveau découpage territorial du département de Meurthe-et-Moselle entre en vigueur à l'occasion des élections départementales de 2015. Il est défini par le décret du 26 février 2014, en application des lois du 17 mai 2013 (loi organique 2013-402 et loi 2013-403). Les conseillers départementaux sont, à compter de ces élections, élus au scrutin majoritaire binominal mixte. Les électeurs de chaque canton élisent au Conseil départemental, nouvelle appellation du Conseil général, deux membres de sexe différent, qui se présentent en binôme de candidats. Les conseillers départementaux sont élus pour 6 ans au scrutin binominal majoritaire à deux tours, l'accès au second tour nécessitant 12,5 % des inscrits au 1er tour. En outre la totalité des conseillers départementaux est renouvelée. Ce nouveau mode de scrutin nécessite un redécoupage des cantons dont le nombre est divisé par deux avec arrondi à l'unité impaire supérieure si ce nombre n'est pas entier impair, assorti de conditions de seuils minimaux. En Meurthe-et-Moselle, le nombre de cantons passe ainsi de 44 à 23.
Le canton d'Entre Seille et Meurthe est formé de communes des anciens cantons de Nomeny (25 communes), de Pont-à-Mousson (9 communes), de Malzéville (4 communes) et de Dieulouard (1 commune). Il est entièrement inclus dans l'arrondissement de Nancy. Le bureau centralisateur est situé à Dieulouard.

## Représentation
| Période élective | Période élective | Mandat | Mandat   | Identité           | Nuance | Nuance | Qualité |
| ---------------- | ---------------- | ------ | -------- | ------------------ | ------ | ------ | --- |
| 2015             | 2021             | 2015   | 2021     | Catherine Boursier |        | PS     | Conseillère régionale (2010-2015), ancienne maire de Champey-sur-Moselle Ancienne députée au Parlement Européen (2008-2009), vice-présidente du conseil départemental chargée de la solidarité avec les territoires et des stratégies d'aménagement |
| 2015             | 2021             | 2015   | 2021     | Antony Caps        |        | EELV   | Maire de Nomeny Ancien conseiller général du Canton de Nomeny (2011-2015) 6e vice-président délégué à l’éducation, à la citoyenneté et aux sports.                                                                                                  |
| 2021             | 2028             | 2021   | en cours | Catherine Boursier |        | PS     | Cadre retraitée de la fonction publique territoriale, conseillère sortante, Première Vice-Présidente du conseil départemental, déléguée à l'autonomie                                                                                               |
| 2021             | 2028             | 2021   | en cours | Antony Caps        |        | EELV   | Conseiller sortant, maire de Nomeny, 4ème Vice-Président du conseil départemental délégué à l'attractivité |

### Résultats détaillés

#### Élections de mars 2015
À l'issue du 1er tour des élections départementales de 2015, deux binômes sont en ballottage : Mickaël Anstett et Marie-Claude Guerillot (FN, 33,31 %) et Catherine Boursier et Antony Caps (Union de la Gauche, 29,11 %). Le taux de participation est de 50,67 % (10 887 votants sur 21 488 inscrits) contre 48,16 % au niveau départemental et 50,17 % au niveau national.
Au second tour, Catherine Boursier et Antony Caps (Union de la Gauche) sont élus avec 57,16 % des suffrages exprimés et un taux de participation de 50,9 % (5 710 voix pour 10 938 votants et 21 490 inscrits).

#### Élections de juin 2021
Le premier tour des élections départementales de 2021 est marqué par un très faible taux de participation (33,26 % au niveau national). Dans le canton d'Entre Seille et Meurthe, ce taux de participation est de 30,8 % (6 740 votants sur 21 881 inscrits) contre 29,74 % au niveau départemental. À l'issue de ce premier tour, deux binômes sont en ballottage : Catherine Boursier et Antony Caps (Union à gauche avec des écologistes, 44,42 %) et Cécile Charton et Florent Vigneron (RN, 28,23 %).
Le second tour des élections est marqué une nouvelle fois par une abstention massive équivalente au premier tour. Les taux de participation sont de 34,36 % au niveau national, 30,76 % dans le département et 32,12 % dans le canton d'Entre Seille et Meurthe. Catherine Boursier et Antony Caps (Union à gauche avec des écologistes) sont élus avec 60,75 % des suffrages exprimés (3 864 voix pour 7 028 votants et 21 883 inscrits),,.

## Composition
Le canton d'Entre Seille et Meurthe comprend trente-neuf communes entières.
| Nom                                | Code Insee | Intercommunalité               | Superficie (km2) | Population (dernière pop. légale) | Densité (hab./km2) | Modifier                                    |
| ---------------------------------- | ---------- | ------------------------------ | ---------------- | --------------------------------- | ------------------ | ------------------------------------------- |
| Dieulouard (bureau centralisateur) | 54157      | CC du Bassin de Pont-à-Mousson | 17,69            | 4 603 (2022)                      | 260                | modifier les données · modifier les données |
| Abaucourt                          | 54001      | CC de Seille et Grand Couronné | 7,80             | 327 (2022)                        | 42                 | modifier les données · modifier les données |
| Armaucourt                         | 54021      | CC de Seille et Grand Couronné | 3,72             | 238 (2022)                        | 64                 | modifier les données · modifier les données |
| Arraye-et-Han                      | 54024      | CC de Seille et Grand Couronné | 10,34            | 368 (2022)                        | 36                 | modifier les données · modifier les données |
| Autreville-sur-Moselle             | 54031      | CC du Bassin de Pont-à-Mousson | 4,49             | 264 (2022)                        | 59                 | modifier les données · modifier les données |
| Belleau                            | 54059      | CC de Seille et Grand Couronné | 20,38            | 752 (2022)                        | 37                 | modifier les données · modifier les données |
| Belleville                         | 54060      | CC du Bassin de Pont-à-Mousson | 10,22            | 1 503 (2022)                      | 147                | modifier les données · modifier les données |
| Bey-sur-Seille                     | 54070      | CC de Seille et Grand Couronné | 5,53             | 189 (2022)                        | 34                 | modifier les données · modifier les données |
| Bezaumont                          | 54072      | CC du Bassin de Pont-à-Mousson | 4,26             | 259 (2022)                        | 61                 | modifier les données · modifier les données |
| Bouxières-aux-Dames                | 54090      | CC du Bassin de Pompey         | 4,11             | 4 122 (2022)                      | 1 003              | modifier les données · modifier les données |
| Bratte                             | 54095      | CC de Seille et Grand Couronné | 3,28             | 47 (2022)                         | 14                 | modifier les données · modifier les données |
| Brin-sur-Seille                    | 54100      | CC de Seille et Grand Couronné | 11,71            | 774 (2022)                        | 66                 | modifier les données · modifier les données |
| Chenicourt                         | 54126      | CC de Seille et Grand Couronné | 3,75             | 214 (2022)                        | 57                 | modifier les données · modifier les données |
| Clémery                            | 54131      | CC de Seille et Grand Couronné | 9,45             | 492 (2022)                        | 52                 | modifier les données · modifier les données |
| Custines                           | 54150      | CC du Bassin de Pompey         | 11,76            | 3 095 (2022)                      | 263                | modifier les données · modifier les données |
| Éply                               | 54179      | CC de Seille et Grand Couronné | 11,17            | 297 (2022)                        | 27                 | modifier les données · modifier les données |
| Faulx                              | 54188      | CC du Bassin de Pompey         | 17,20            | 1 391 (2022)                      | 81                 | modifier les données · modifier les données |
| Jeandelaincourt                    | 54276      | CC de Seille et Grand Couronné | 4,47             | 788 (2022)                        | 176                | modifier les données · modifier les données |
| Landremont                         | 54294      | CC du Bassin de Pont-à-Mousson | 5,52             | 137 (2022)                        | 25                 | modifier les données · modifier les données |
| Lanfroicourt                       | 54301      | CC de Seille et Grand Couronné | 6,19             | 130 (2022)                        | 21                 | modifier les données · modifier les données |
| Lay-Saint-Christophe               | 54305      | CC du Bassin de Pompey         | 11,59            | 2 367 (2022)                      | 204                | modifier les données · modifier les données |
| Létricourt                         | 54313      | CC de Seille et Grand Couronné | 7,38             | 226 (2022)                        | 31                 | modifier les données · modifier les données |
| Leyr                               | 54315      | CC de Seille et Grand Couronné | 10,74            | 910 (2022)                        | 85                 | modifier les données · modifier les données |
| Mailly-sur-Seille                  | 54333      | CC de Seille et Grand Couronné | 6,40             | 244 (2022)                        | 38                 | modifier les données · modifier les données |
| Malleloy                           | 54338      | CC du Bassin de Pompey         | 4,06             | 986 (2022)                        | 243                | modifier les données · modifier les données |
| Millery                            | 54369      | CC du Bassin de Pompey         | 7,48             | 597 (2022)                        | 80                 | modifier les données · modifier les données |
| Moivrons                           | 54372      | CC de Seille et Grand Couronné | 6,00             | 532 (2022)                        | 89                 | modifier les données · modifier les données |
| Montenoy                           | 54376      | CC du Bassin de Pompey         | 3,98             | 401 (2022)                        | 101                | modifier les données · modifier les données |
| Morville-sur-Seille                | 54387      | CC du Bassin de Pont-à-Mousson | 5,34             | 167 (2022)                        | 31                 | modifier les données · modifier les données |
| Nomeny                             | 54400      | CC de Seille et Grand Couronné | 17,79            | 1 139 (2022)                      | 64                 | modifier les données · modifier les données |
| Phlin                              | 54424      | CC de Seille et Grand Couronné | 3,70             | 41 (2022)                         | 11                 | modifier les données · modifier les données |
| Port-sur-Seille                    | 54433      | CC du Bassin de Pont-à-Mousson | 6,37             | 230 (2022)                        | 36                 | modifier les données · modifier les données |
| Raucourt                           | 54444      | CC de Seille et Grand Couronné | 5,06             | 232 (2022)                        | 46                 | modifier les données · modifier les données |
| Rouves                             | 54464      | CC de Seille et Grand Couronné | 3,69             | 102 (2022)                        | 28                 | modifier les données · modifier les données |
| Sainte-Geneviève                   | 54474      | CC du Bassin de Pont-à-Mousson | 7,14             | 189 (2022)                        | 26                 | modifier les données · modifier les données |
| Sivry                              | 54508      | CC de Seille et Grand Couronné | 5,91             | 239 (2022)                        | 40                 | modifier les données · modifier les données |
| Thézey-Saint-Martin                | 54517      | CC de Seille et Grand Couronné | 7,95             | 201 (2022)                        | 25                 | modifier les données · modifier les données |
| Ville-au-Val                       | 54569      | CC du Bassin de Pont-à-Mousson | 5,79             | 183 (2022)                        | 32                 | modifier les données · modifier les données |
| Villers-lès-Moivrons               | 54577      | CC de Seille et Grand Couronné | 2,85             | 143 (2022)                        | 50                 | modifier les données · modifier les données |
| Canton d'Entre Seille et Meurthe   | 5402       |                                | 302,26           | 29 119 (2022)                     | 96                 | modifier les données                        |

## Démographie
En 2022, le canton comptait 29 119 habitants, en évolution de −0,68 % par rapport à 2016 (Meurthe-et-Moselle : −0,13 %, France hors Mayotte : +2,11 %).
| 2013   | 2018   | 2022   |
| ------ | ------ | ------ |
| 28 829 | 29 325 | 29 119 |